# Escuela Preparatoria Garfield (Condado de Los Ángeles)
La Escuela Preparatoria James A. Garfield (James A. Garfield High School) es una escuela preparatoria en Este de Los Ángeles, un área no incorporada en el Condado de Los Ángeles, California. El Distrito Escolar Unificado de Los Ángeles gestiona la escuela.
Jaime Escalante era un maestro de Garfield. La preparatoria es el escenario de la película famosa Stand and Deliver, sobre Escalante. La escuela es conocida fuera de Los Ángeles porque Escalante.
La escuela tiene muchos murales. En 2006 algunos murales fueron destruidos.

## Historia
La mayoría de los estudiantes eran blancos durante los años 1930. Durante los años 1960 la mayoría de los estudiantes se estaban convirtiendo en los latinos y hispanos. En 2004 la escuela tenía menos de 5.000 estudiantes y 99% de los estudiantes eran mexicano-americanos.
Antes el mandato del director de la escuela Henry Gradillas en los años 1980, el nivel promedio de lectura de los estudiantes del noveno grado fue el equivalente de un estudiante en el segundo mes del quinto grado, o un "5.2", y el número anual de los exámenes de Advanced Placement (AP) eran 56. Durante el mandato de Gradillas, el nivel promedio de lectura de los estudiantes del duodécimo grado fue el equivalente de un estudiante en el décimo grado. El número anual de los exámenes AP aumentó a 357.
En 2007 un incendio destruyó el auditorio histórico de la escuela.

## Deportes
En el fútbol americano, las preparatorias de Garfield y Roosevelt tienen una rivalidad.